# درونينغالم
درونينغالم (بالإنجليزية: Drunengalm)‏ هو أحد جبال سلسلة جبال الألب البرنية وجزء من القمة الأم هوهنيسين يقع في كانتون برن، سويسرا. يبلغ ارتفاع الجبل حوالي 2408 متر، بينما يبلغ ارتفاع نتوء الجبل 286 متر.